# Edgardo J. Angara
Edgardo Javier Angara (Baler, 24 de setembro de 1934 - Tagaytay, 13 de maio de 2018) foi um político filipino, senador do país por duas vezes.
Nascido em Baler em Aurora,  se formou em 1958 em direito pela Universidade das Filipinas. Na qual, mais tarde foi presidente entre 1981 a 1987.
Em 1998, foi candidato a vice-presidente pela chapa de Joseph Estrada,  Estrada acabou se elegendo com mais de 10.722.295 votos, e Angara teve 5.652.068 votos, perdendo para Gloria Macapagal-Arroyo.
Foi eleito senador em 2001 com 10.805.177 votos, sendo reeleito em 2007 com 12.657.769 votos.
Morreu aos 83 anos, em 13 de maio de 2018.